# Tjänstebrott
Tjänstebrott är brott enligt svensk lag.
I brottsbalkens 21 kap står:
"14 § Åsidosätter en krigsman uppsåtligen eller av grov oaktsamhet vad som åligger honom och är felet av allvarlig natur, skall dömas för tjänstebrott till fängelse i högst två år.
Till ansvar enligt första stycket skall inte dömas, om straff för gärningen är föreskrivet i någon annan bestämmelse i detta kapitel. 
15 § För försök, förberedelse eller stämpling till eller underlåtenhet att avslöja rymning samt för försök, förberedelse eller stämpling till våld eller hot mot förman skall dömas till ansvar enligt 23 kap.
För medverkan till tjänstebrott får dömas endast den som därigenom åsidosatt tjänsteplikt."